# Gowardowo
Gowardowo (ros. Говардово) – stacja kolejowa w miejscowości Kondrowo, w rejonie dzierżyńskim, w obwodzie kałuskim, w Rosji. Położona jest na linii Wiaźma – Kaługa.

## Historia
Stacja powstała w czasach carskich na linii kolei riażsko-wiaziemskiej pomiędzy stacjami Połotnianyj Zawod i Miatlewskaja.